# CutePDF
CutePDF ist ein proprietärer PDF-Konverter und -Editor für Microsoft Windows, der von Acro Software entwickelt wurde.
CutePDF Writer kann PDF-Dateien erstellen, und CutePDF Form Filler ermöglicht die Bearbeitung einfacher PDF-Formulare, damit diese ohne teure PDF-Autorensoftware versendet werden können.
Darüber hinaus kann CutePDF Dokumente, Bilder und Texte in PDF-Dateien konvertieren. Die Software installiert sich als Drucker-Subsystem.

## Rezeption
Das Magazin Chip bewertete CutePDF mit 4 von 5 Sternen. Es wurde außerdem von Tech Republic (9. Oktober 2003), The Washington Post (2. Mai 2009) und PC World (13. Februar 2014) empfohlen.

## Kontroversen
In mehreren früheren Versionen wurde CutePDF mit Adware gebündelt.
Das Portal Freeware Genius schrieb in „The best freeware virtual PDF printer: a comparison“ (16. Juni 2011): „Die virtuellen Drucker, die wir ausprobierten, aber von der Vergleichsliste ausschlossen, waren Bolt PDF Printer, CutePDF Writer, ImagePrinter, pdf995, PDFlite und Primo PDF, hauptsächlich weil sie in Funktionalität, Konfigurierbarkeit oder Benutzerfreundlichkeit unterlegen waren. Einige (z. B. Primo PDF und CutePDF) wurden aus Datenschutzgründen ausgeschlossen, da sie Adware/Spyware-Komponenten enthalten.“ Ab dem 19. Juni 2016 versucht der Installer, die Ask-Toolbar und die OpenCandy-Adware zu installieren.